# Całka Riemanna-Stieltjesa
Całka Riemanna-Stieltjesa, całka Stieltjesa – jedno z uogólnień całki Riemanna; podał je Thomas Joannes Stieltjes.

## Definicja
Całkę Riemanna-Stieltjesa funkcji rzeczywistej {\displaystyle f} względem funkcji {\displaystyle g} na przedziale {\displaystyle [a,b]} oznacza się symbolem
{\displaystyle \int _{a}^{b}f(x)\,dg(x)}
i definiuje jako granice po wszystkich podziałach
{\displaystyle P=\{x_{0},\ x_{1},\dots ,\ x_{n}:a=x_{0}<x_{1}<\ldots <x_{n}=b\}}
o średnicach zbiegających do zera z następujących sum całkowych
{\displaystyle S(P,f,g)=\sum _{i=0}^{n-1}f(c_{i})(g(x_{i+1})-g(x_{i})),}
gdzie {\displaystyle c_{i}\in [x_{i},x_{i+1}].}
Przez granicę sum całkowych rozumie się liczbę {\displaystyle A} (zwaną wartością całki Riemanna-Stieltjesa) taką, że dla każdego {\displaystyle \varepsilon >0} istnieje liczba {\displaystyle \delta >0} taka, że dla każdego podziału {\displaystyle P=\{a=x_{0}<x_{1}<\ldots <x_{n}=b\}} o średnicy {\displaystyle d(P)=\max\{x_{i+1}-x_{i}:i=0,\dots ,n-1\}<\delta } i dowolnych {\displaystyle c_{i}\in [x_{i},x_{i+1}]} zachodzi
{\displaystyle |S(P,f,g)-A|<\varepsilon .}

## Całka Riemanna-Stieltjesa a całka Riemanna
Jeśli {\displaystyle g(x)=x,} to wprost z definicji widać, że całka {\displaystyle \int _{a}^{b}f(x)\,dg(x)} jest całką Riemanna {\displaystyle \int _{a}^{b}f(x)\,dx.} Prawdziwy jest ogólniejszy fakt – jeśli {\displaystyle g} jest różniczkowalna w każdym punkcie swojej dziedziny, to
{\displaystyle \int _{a}^{b}f(x)\,dg(x)=\int _{a}^{b}f(x)g'(x)\,dx.}
W powyższej równości całka po prawej stronie to całka Riemanna.

## Całka Riemanna-Stieltjesa a wahanie funkcji
Wprost z definicji całki Riemanna-Stieltjesa i wahania funkcji otrzymujemy następującą zależność
{\displaystyle \int _{a}^{b}1\,dg(x)=V_{a}^{b}(g).}
Zatem jeśli {\displaystyle g} nie ma wahania skończonego, to całka {\displaystyle \int _{a}^{b}1\,dg(x)} nie istnieje. Stąd w rozważaniach nad całką Riemanna-Stieltjesa z reguły zakłada się, że {\displaystyle g} ma wahanie skończone. Jeśli {\displaystyle g(x)} ma wahanie skończone, to jest różnicą {\displaystyle h(x)-j(x)} dwóch funkcji monotonicznych i wówczas
{\displaystyle \int _{a}^{b}f(x)\,dg(x)=\int _{a}^{b}f(x)\,dh(x)-\int _{a}^{b}f(x)\,dj(x).}
Z tego względu często rozważa się własności całki Riemanna-Stieltjesa względem funkcji monotonicznych {\displaystyle g,} by następnie, korzystając z powyższego wzoru, przejść do ogólnych rozważań.